# Willem Jacobszoon Delff

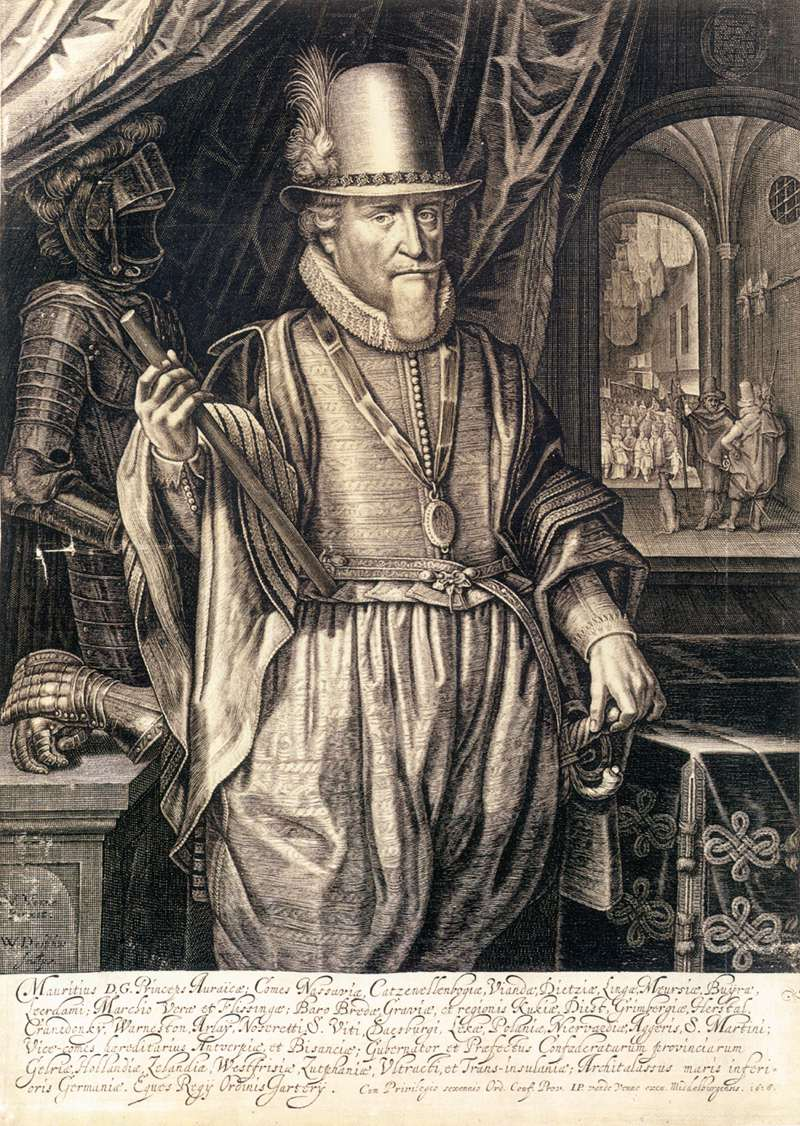
Moritz av Nassau porträtterad av Willem Jacobszoon Delff.

Willem Jacobszoon Delff, född 1580, död 1638, var en nederländsk kopparstickare, son till Jacob Willemszoon Delff den äldre, far till Jacob Willemszoon Delff den yngre.
Delff är mest känd för sina ståtliga porträttstick efter Anthonis van Dyck, Johannes Mytens och särskilt efter svärfadern, Michiel Janszoon van Mierevelds målningar, bland annat porträtt av trettioåriga krigets män såsom Gustav II Adolf och Axel Oxenstierna. Delffs teknik utmärker sig för smidig anpassning efter förebildens tekniska särdrag. Han är representerad vid bland annat Nationalmuseum i Stockholm.